# Hear Me (canción de Imagine Dragons)
«Hear Me» (en español: «Escúchame») es una canción escrita, producida e interpretada por la banda estadounidense de indie rock Imagine Dragons, perteneciente a su segundo Extended play «Hell And Silence», y posteriormente regrabada y masterizada para el álbum debut de la agrupación, «Night Visions».
El tema sería promocionado el 24 de noviembre de 2012 por medio de KIDinaKORNER e Interscope Records, cómo el sencillo principal del álbum en Europa, junto a su EP homónimo que incluyó tres canciones más pertenecientes a «Night Visions».

## Presentaciones en vivo
«Hear Me» nunca fue interpretada por la banda hasta que Imagine Dragons se embarcó en el «Night Visions Tour» en el que la canción formaría parte del acto de apertura. «Hear Me» fue estrenada en vivo por la cadena PBS Vegas In Tune, emitido a principios de 2012. La canción hasta el momento ha sido interpretada por el grupo en cada fecha de su «Europe Tour 2012», apareciendo en el medio de la lista de canciones, después de «Cha-Ching (Till We Grow Older)» o «Round And Round».

## Uso en los medios
«Hear Me» aparece en la banda sonora de la película de 2011, Answers to Nothing. También se usa ocasionalmente en reality show de MTV, The Real World: Las Vegas.

## Videoclip
No hay videoclip que fuera producido para «Hear Me», aunque un vídeo con la letra fue subido por la banda en YouTube el 12 de noviembre de 2012. El video muestra fotos subidas y presentadas por los seguidores de la banda en la aplicación en línea,para compartir video e imágenes y servicio de red social Instagram, donde los fanes se cuentan las canciones de «Hear Me» en sus imágenes, si las letras se transcribieron metafóricamente, literalmente, o simplemente por escrito. Fue el segundo video que se coprodujo por los fanes, siendo primero el video musical de «Tokio», una canción del 2011 de su Extended Play «It's Time», con los aficionados que bailan junto a la canción.
El vídeo con la letra también contó con fotos de fanes simples, tales como autofotos y fotos de la banda tomada en varios conciertos. La idea de un lugar de tomar vídeo en un concierto de Imagine Dragons inspiró más tarde y se llevó a cabo en el video musical de «Demons». Más de 300 diferentes fotos de Instagram de los usuarios fueron presentados en el video.

## Lista de sencillos
| Hear Me: Sencillo Promocional (CD) |                   |                 |          |  |
| N.º                                | Título            | Artista(s)      | Duración |  |
| 1.                                 | «Hear Me»         | Imagine Dragons | 3:55     |  |
| 2.                                 | «Round And Round» | Imagine Dragons | 3:17     |  |

| Hear Me: Descarga digital |               |                 |          |  |
| N.º                       | Título        | Artista(s)      | Duración |  |
| 1.                        | «Hear Me»     | Imagine Dragons | 3:55     |  |
| 2.                        | «Radioactive» | Imagine Dragons | 3:07     |  |

## Créditos
Adaptado del booklet de «Night Visions».
Hear Me
- Interpretado por Imagine Dragons.
- Escrito por Dan Reynolds, Wayne Sermon y Ben McKee.
- Producido por Imagine Dragons.
- Publicado por KIDinaKORNER / Universal.
- Grabado por Robert Root en “Battle Born Studio”.
- Mezclado por Josh Mosser para KIDinaKORNER en “Westlake Studios”.
- Asistente de Mezcla: Will Brierre.
- Masterizado por Joe LaPorta en “The Lodge”.

℗ 2012 KIDinaKORNER/Interscope Records

#### Imagine Dragons
- Dan Reynolds: Voz.
- Wayne Sermon: Guitarra.
- Ben McKee: Bajo.
- Andrew Tolman y Daniel Platzman: Batería.[n. 1]
- Brittany Tolman: Voz y Teclados.

## Listas de Popularidad
| Lista (2012)                          | Mejor posición |
| ------------------------------------- | -------------- |
| Reino Unido (Official Charts Company) | 37             |

## Certificaciones
| País (Organismo certificador) | Certificaciones | Ventas certificadas | Ref.   |
| ----------------------------- | --------------- | ------------------- | ------ |
| Estados Unidos (RIAA)         | Oro             | 500 000             | [ 11 ] |

## Historial de lanzamientos
| País           | Fecha                   | Formato        | Discográfica                    | Ref.   |
| -------------- | ----------------------- | -------------- | ------------------------------- | ------ |
| Irlanda        | 24 de noviembre de 2012 | CD             | Interscope Records              |        |
| Reino Unido    | 24 de noviembre de 2012 | CD             | Interscope Records              |        |
| Australia      | 6 de diciembre de 2012  | Streamed audio | KIDinaKORNER Interscope Records | [ 12 ] |
| Reino Unido    | 6 de diciembre de 2012  | Streamed audio | KIDinaKORNER Interscope Records | [ 12 ] |
| Estados Unidos | 6 de diciembre de 2012  | Streamed audio | KIDinaKORNER Interscope Records | [ 12 ] |